# László Klinga
László Klinga (n. 9 iulie 1947, Jánossomorja, Comitatul Moson, Ungaria) este un luptător ce a reprezentat Ungaria, medaliat olimpic. A participat la 2 ediții ale Jocurilor Olimpice (1972, 1976) în care a câștigat o medalie de bronz.